# Rafael Benjumea Oya
Rafael Benjumea Oya   (Sevilla, 20 de juliol de 1825 - Madrid, 16 de març de 1888), anomenat també Rafael Díaz de Benjumea, va ser un pintor espanyol.
Va néixer a Sevilla el 20 de juliol de 1825, fill de Miguel Benjumea Muela i de María de los Dolores Oya Fernández.
Va formar-se a la Reial Acadèmia de Belles Arts de Santa Isabel d'Hongria de Sevilla. Va estar protegit i al servei d'Antoni d'Orleans, duc de Montpensier, vers 1849. Va especialitzar-se en la pintura d'història, escenes costumistes. Destaquen els quadres d'interiors sobre esdeveniments històrics, alguns d'ells executats com a pintor de cambra, per encàrrec directe d'Isabel II d'Espanya. com La presentació de Maria Isabel d'Orleans i Borbó, Presentació i bateig de la infanta Isabel o Presentació i bateig d'Alfons XII, un quadre pel qual va pledejar amb la reina, després de ser destronada el 1868, pel seu impagament. També va participar en les exposicions organitzades per la Reial Acadèmia de Belles Arts de Sant Ferran, i en les edicions de l'Exposició Nacional de Belles Arts de 1856 i 1864 amb nombrosos retrats, esbossos i quadres de composició, si bé només va obtenir una menció honorífica.
Al final de la seva vida, es va casar el 1886 amb Guadalupe Arrazola Guerrero, fill de Lorenzo Arrazola, que va ser ministre de Gràcia i Justícia durant el regnat d'Isabel II. Va morir dos anys després a Madrid a causa d'una pulmonia, el 16 de març de 1888.